# アセトアニソール
アセトアニソール(Acetanisole)は、芳香族化合物である。その香りは、甘く、果実や木の実のようで、バニラに似た香りを持つと言われ、バターやキャラメルにも例えられる。タバコへの添加物、香料、食品添加物等に用いられる。
アセトアニソールは、ビーバーの腺分泌物である海狸香に含まれる。
また、アニソールと塩化アセチルのフリーデル・クラフツ反応によって合成することもできる。

## 外見
室温では固体で、白い結晶様の構造を持つ。溶解すると、白色結晶は透明な液体になる。